# Aplatophis zorro
Aplatophis zorro is een  straalvinnige vissensoort uit de familie van slangalen (Ophichthidae). De wetenschappelijke naam van de soort is voor het eerst geldig gepubliceerd in 2001 door McCosker & Robertson. Voor zover bekend bestaat er slechts één exemplaar van deze soort.
De soort staat op de Rode Lijst van de IUCN als Onzeker, beoordelingsjaar 2007.